# En el centre de la tempesta
En el centre de la tempesta (títol original en francès: Dans la brume électrique) és una pel·lícula dramàtica de misteri francoestatunidenca del 2009 dirigida per Bertrand Tavernier i escrita per Jerzy Kromolowski i Mary Olson-Kromolowski basada en la novel·la In the Electric Mist with Confederate Dead de James Lee Burke. És protagonitzada per Tommy Lee Jones en el paper principal de l'inspector de policia de Louisiana Dave Robicheaux. S'ha doblat i subtitulat al català.
La pel·lícula mai s'ha estrenat cinematogràficament als Estats Units, només a Europa i a l'Àsia. Es va projectar només un parell de cops durant una nit a la ciutat natal de l'autor Burke. Una versió retallada per l'estudi es va llançar directament a DVD als Estats Units. A la resta del món, es va exhibir una versió més llarga del tall del director i es va estrenar al Festival Internacional de Cinema de Berlín de 2009. El 2009, la versió tallada del director va guanyar el Gran Premi al primer Festival Internacional de Cinema Policial de Beaune, que és la continuació del Festival de Cinema Policial de Cognac. Es va estrenar a França el 15 d'abril de 2009 amb crítiques positives.
El desembre de 2009, Tavernier va publicar un llibre titulat Pas à Pas dans la Brume Électrique, que és un relat dia a dia del rodatge d'aquesta pel·lícula.